# Bruine heispanner
De bruine heispanner (Selidosema brunnearia) is een nachtvlinder uit de familie van de spanners (Geometridae). 

## Kenmerken
De voorvleugellengte bedraagt tussen de 16 en 22 mm, de vrouwtjes zijn iets kleiner dan de mannetjes. De vleugels zijn bruingrijs met een donkerbruine zoom. Pas ontpopte exemplaren hebben een purperen glans. Aan de costa zijn enkele donkere vlekjes zichtbaar. Mannetjes hebben geveerde antennes. 

## Ecologie en levenscyclus
De habitat van de bruine heispanner bestaat uit heide, duinen en kalkgraslanden.
De soort gebruikt struikhei, brem, zuring en rolklaver als waardplanten. De rups is te vinden van september tot juli en overwintert. Er is jaarlijks een generatie die vliegt van juli tot augustus.

## Verspreiding
De soort komt voor in Europa en Noord-Afrika. De bruine heispanner is in Nederland en België zeldzaam, met uitzondering van de Hollandse duinen en de Waddeneilanden, waar hij vrij gewoon is.

## Ondersoorten
De volgende ondersoorten zijn bekend:
- Selidosema brunnearia brunnearia - Nominale ondersoort
- Selidosema brunnearia dilucescens Wehrli, 1924
- Selidosema brunnearia oliveirata Mabille, 1876
- Selidosema brunnearia pallidaria Staudinger, 1901
- Selidosema brunnearia pyrenaearia (Boisduval, 1840)
- Selidosema brunnearia scandinaviaria Staudinger, 1901
- Selidosema brunnearia tyronensis Cockayne, 1948